# 千代田信号所
千代田信号所（ちよだしんごうしょ）は、大阪府河内長野市にある、南海電気鉄道高野線の信号場である。

## 概要
千代田駅と河内長野駅のほぼ中間にある信号場。電報略号はチヨシである。
本信号場は、小原田検車区千代田検車支区への列車回送（入出庫）及び、千代田工場への入出場のために設置されている。

## 歴史
- 1966年（昭和41年）3月1日：開設。

## 周辺
- 南海電鉄小原田検車区千代田検車支区
- 南海電鉄千代田工場

## 隣の施設
南海電気鉄道
■高野線
千代田駅 (NK68) - 千代田信号所 - 河内長野駅 (NK69)